# Баумхольдер
Баумхольдер (нем. Baumholder) — город в Германии, в земле Рейнланд-Пфальц. 
Входит в состав района Биркенфельд. Подчиняется управлению Баумхольдер.  Население составляет 4012 человек (на 31 декабря 2010 года). Занимает площадь 69,47 км². Официальный код  —  07 1 34 005.

## История
Согласно ЭСБЕ, на 1880 год население составляло «1820 жит., большей частью евангелического исповедания, занимающихся земледелием, скотоводством, также добычей в окрестных горах базальта, яшмы и тяжелого шпата.»
В 1880 году город почти полностью был уничтожен пожаром, но затем заново отстроен.